# Pino Pisicchio
Giuseppe (Pino) Pisicchio (ur. 23 maja 1954 w Corato) – włoski polityk, parlamentarzysta, poseł do Parlamentu Europejskiego V kadencji.

## Życiorys
Ukończył studia z zakresu prawoznawstwa. Pracował zawodowo jako dziennikarz, zajął się też działalnością naukową, dochodząc do stanowiska docenta. Prowadzi wykłady z psychologii społecznej na Uniwersytecie w Bari i na uniwersytecie LUMSA w Rzymie.
W latach 1987–1994 zasiadał w Izbie Deputowanych X i XI kadencji, reprezentując Chrześcijańską Demokrację. Od 1992 do 1993 był sekretarzem stanu w resorcie finansów, następnie przez rok zajmował stanowisko sekretarza stanu ds. robót publicznych. Należał do założycieli Odnowienia Włoskiego, powołanego przez byłego premiera Lamberto Diniego. W 1999 z ramienia tego ugrupowania uzyskał mandat posła do Parlamentu Europejskiego. Przez trzy lata był wiceprzewodniczącym Komisji Budżetowej, zasiadał we frakcji chadeckiej.
W 2001 powrócił do niższej izby parlamentu krajowego XIV kadencji jako kandydat koalicji Demokracja to Wolność. Działał kolejno w Popolari-UDEUR i partii Włochy Wartości, z listy której uzyskiwał mandat deputowanego XV i XVI kadencji w Apulii. Od 2006 do 2008 przewodniczył parlamentarnej komisji sprawiedliwości. W 2009 znalazł się wśród założycielu Sojuszu dla Włoch. W 2012 współtworzył Centrum Demokratyczne, z jego ramienia w 2013 ponownie wybrany do Izby Deputowanych na XVII kadencję.